# آرتور هیل
آرتور هیل (انگلیسی: Arthur Hill؛ ۱ اوت ۱۹۲۲ – ۲۲ اکتبر ۲۰۰۶) یک هنرپیشه اهل کانادا بود. وی بین سال‌های ۱۹۴۹ تا ۱۹۹۰ میلادی فعالیت می‌کرد.
از فیلم‌ها یا برنامه‌های تلویزیونی که وی در آن نقش داشته است می‌توان به هارپر، دنیای آینده، قهرمان، جاذبه آندرومدا و لحظه به لحظه اشاره کرد.